# Вышеславцовы
Вышесла́вцовы (Вышеславцевы) — древний русский дворянский род.
При подаче документов (1686), для внесения рода в Бархатную книгу, была предоставлена родословная роспись Вышеславцевых, пять жалованных грамот (1500—1552) и три указные грамоты (1673—1682) , за подписью Данилы Вышеславцева.
В XVII веке род Вышеславцовых разделился на несколько ветвей, внесенных в VI и II части родословной книги Калужской, Пензенской, Саратовской, Тамбовской, Тверской и Черниговской губерний.

## История рода
Родоначальник их, Михаил Иванович Вышеславцов, служил в середине XV века по Суздалю. Из сыновей его Яков-Рыба и Семён переведены (1471) на поместья в Новгородскую губернию и Бежецкий верх, а Матвей-Брех (1500 и 1504) пожалован волостями и переведен на службу в Мещеру. Старший сын его Илья-Бумак переведен в Новгород, а остальные продолжали служить по Мещере.
Никифор, Константин Фёдоровичи, Иван и Григорий Ивановичи писаны в Тысячной книге (1550) лучших детей боярских и пожалованы поместьями. Пять Вышеславцевых пожалованы поместьями от Ивана Грозного (1552) в Московском уезде: Иван и Григорий Ивановичи, Попай, Константин Неклюдович по прозванию Дубок и Никифор Фёдорович. Попадья Фёдорович 2-й воевода Передового полка в походе в «Казанские места» (1555), 2-й воевода в Красном городе (1558). Попадья Булгаков голова в городовом полку (1558). Никифор Фёдорович городничий в Юрьеве (1558). Смирной Васильевич воевода в войсках посланных на Дон в помощь казакам (1572). Опричником Ивана Грозного был Иван Фёдорович Вышеславцов (1573). Степан Васильевич воевода в Ракоборе (1573), Торвасе (1577), Карапете (1578).
В XVI и XVII вв. многие из Вышеславцовых стали воеводами, стольниками и стряпчими. Никита Васильевич, воевода в Ярославле (1609), был уполномочен новгородцами предложить престол шведскому королевичу Филиппу (1613), полномочный посол при размежевании с Швецией (1616—1618) и Польшей (1621—1624). Смирной Вышеславцев сыщик разбойного дела (1627—1628). Фёдор Яковлевич ясельничий и судья при царе Алексее Михайловиче († 1677).
Девять представителей рода владели населёнными имениями (1699).
Гвардии подпоручик Михаил Михайлович Вышеславцов известен был в XVIII веке, как литератор и переводчик. Пётр Петрович Вышеславцов (1809—1862) в 1830 годах был антрепренёром; из его труппы вышли Пров Михайлович Садовский, Ленский, Рыбаков и другие.
В Тамбовской губернии Сергей Васильевич Вышеславцев приобрёл (1818) имение Караул (в 1837 году от него имение перешло в род Чичериных). Его внуки: Лев Владимирович (1830—1892) — тамбовский губернский предводитель дворянства и Алексей Владимирович (1831—1888) — врач и путешественник.

## Описание герба
В щите, имеющем голубое поле, изображены три золотые Креста, из них один вверху и два внизу.
Щит увенчан дворянскими шлемом и короной. Нашлемник: в латах Рука с Мечом. Намёт на щите голубой, подложенный золотом. Герб рода Вышеславцовых внесён в Часть 4 Общего гербовника дворянских родов Всероссийской империи, стр. 46.

## Известные представители
- Вышеславцов Никита Васильевич — воевода в Ярославле (1609).
- Вышеславцов Терентий Павлович — мещерский городовой дворянин (1629).
- Вышеславцовы: Никита и Иван Васильевичи, Богдан и Яков Никитичи — московские дворяне (1627—1640).
- Вышеславцов Иван Васильевич — воевода в Верхнем Ломове (1644—1647).
- Вышеславцов Фёдор Яковлевич — московский дворянин (1658—1668), ясельничий (1671).
- Вышеславцов Яков (Янка) Сергеевич — воевода в Инсаре (1671).
- Вышеславцов Иван Сергеевич — воевода в Пензе (1674), получил жалованную грамоту на вотчины в Белозёрском и Шацком уездах.
- Вышеславцов Афанасий Васильевич — стольник (1671), стольник царицы Натальи Кирилловны (1676), стольник (1677).
- Вышеславцовы: Кирилл Тимофеевич, Илья Яковлевич, Богдан Иванович — стольники (1679—1692).
- Вышеславцов Пётр Васильевич — стольник царицы Прасковьи Фёдоровны (1686), стольник (1687—1692).
- Вышеславцовы: Фёдор Яковлевич, Яков, Иван и Василий Сергеевичи, Андрей Иванович, Алексей Кузьмин — московские дворяне (1668—1692)[6][2][7].